# Fabler från Bällingebro
Fabler från Bällingebro är ett musikalbum från 2006 av Stefan Sundström. Skivan är utgiven av National och producerad av Stefan Sundström.

## Låtlista
| Nr  | Titel                               | Längd |  |
| --- | ----------------------------------- | ----- |  |
| 1.  | Gässen på fälten                    | 3.56  |  |
| 2.  | Haren                               | 4.36  |  |
| 3.  | Den bängliga vägen till Bällingebro | 3.53  |  |
| 4.  | En näve näring                      | 5.55  |  |
| 5.  | Dyrt att vara fattiglapp            | 2.39  |  |
| 6.  | Vikmanshyttetrall                   | 3.17  |  |
| 7.  | Sabina går iväg längs Malecon       | 4.39  |  |
| 8.  | Häst på Ekerö                       | 3.47  |  |
| 9.  | Häst utan tyglar                    | 3.22  |  |
| 10. | Trägårn                             | 5.10  |  |
| 11. | 1900                                | 16.25 |  |

All text och musik av Stefan Sundström, utom "Haren" och "En näve näring" (text och musik: Charlie Engstrand, "Vikmanshyttetrall" (text: Stefan Sundström, musik: Martin Hederos och Stefan Sundström) och "Häst utan tyglar" (text och musik: Stefan Sundström, efter en dikt av Cornelis Vreeswijk).

## Medverkande musiker
- Stefan Sundström - sång, akustisk gitarr
- Robert Dahlqvist - elgitarr, akustisk gitarr
- Mattias Hellberg - elgitarr, akustisk gitarr, munspel
- Ola Nyström - elgitarr, akustisk gitarr
- Johan Johansson - elgitarr, akustisk gitarr, slagverk, trummor, backing vocals
- Pelle Ossler - elgitarr, akustisk gitarr
- Martin Hederos - piano, orgel, mellotron
- Christian Gabel - piano, trummor ("Dyrt att vara fattiglapp")
- Bo Nordenfeldt - kontrabas
- Stefan Björk - elbas, refrängkör
- Christer Romin - trummor, slagverk
- Nina Ramsby - duettsång, tvärflöjt
- Ewert Ljusberg - baskör
- Mikael Herrström - falsettkör
- Karin Renberg - backing vocals, refrängkör
- Nisse Hvidfeldt - refrängkör
- Johan Ullman - refrängkör
- Nicke Ekwall - refrängkör
- Vanja Renberg - refrängkör
- Miranda Renberg -refrängkör
- Kör för alla under ledning av Caroline af Ugglas - mastodontkör